# Ямагучі Кейдзо

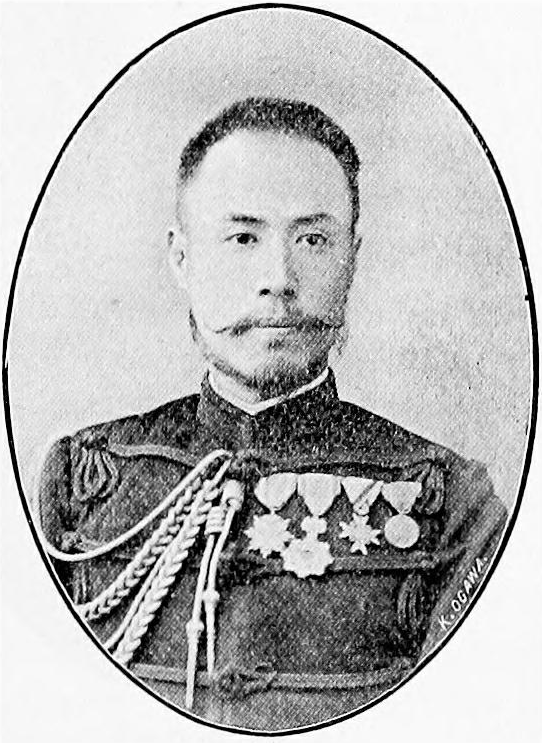
Ямагучі Кейдзо

Ямагучі Кейзо (яп. 山口 圭蔵, 3 листопада 1861 — 15 червня 1932) — японський генерал, що належав до сухопутних військ імператорської армії Японської імперії. За свої здібності отримав придворний чин «молодшого четвертого рангу».                                   

## Біографія
Пан Ямагучі Кейдзо народився 3 листопада 1861 року в тогочасній столиці Японії часів правління сьогунату місто Кіото як старший син сідзоку (дрібного шляхтича) Ямагуті Масакіо.
У 1879 році пан Ямагучі Кейдзо закінчив військову академію армії Японської імперії й отримав військове звання другого лейтенанта. В майбутньому він продовжив своє військове навчання й у 1885 році Ямагучі Кейдзо закінчив вищу військову академію армії Японської імперії.
У 1890 році пан Ямагучі Кейдзо був призначений до другого бюро Генерального штабу армії Японської імперії. У 1891 році він отримав чергове військове підвищення й отримав військове звання майора імператорської армії Японської імперії. В 1893 році Ямагучі Кейдзо був призначений інструктором військово-медичної школи.  А вже  наступного року він був призначений командиром японського 2-го батальйону 21-го піхотного полку і разом з цим батальйоном брав участь у першій японсько-цінській війні.
11 жовтня 1897 року Ямагучі Кейдзо отримав чергове підвищення й отримав військового звання полковника армійської піхоти, та був призначений директором «військової академії Тояма», а також офіційним чиновником відділу військового нагляду. Наступного року полковник Ямагучі Кейдзо був призначили начальником штабу японської 11-ї дивізії.
5 травня 1902 року Ямагучі Кейдзо отримав чергове підвищення й отримав військове звання генерал-майора та був призначений командиром японської 5-ї піхотної дивізії. Одначе під час російсько-японської війни старший офіцер Нанбу Сінпей замінив генерал-майора Ямагучі Кейдзо на його посаді, а у 1904 році призначив (повернув) генерал-майора Ямагучі Кейдзо на його стару посаду лише в іншому статусі як виконуючого обов'язки. Через рік генерал-майор Ямагучі Кейдзо був офіційно був звільнений з займаної ним посади  і відправлений у тимчасову відставку в січні 1905 року. У березні 1907 року його зарахований до першого армійського запасу.
За свої здобутки на військовій службі генерал-майор Ямагучі Кейдзо отримав придворний чин молодшого «четвертого рангу» цей титул він отримав 20 квітня 1907 року.

## Сім'я
- Старша дочка: Чійоко (вийшла заміж за сьомого сина графа Сайго Дзюдо)[10]
- Друга дочка: Яеко (вийшла заміж за барона Йосітокі Сугітані) [10]
- Третя дочка: Міхоко (вийшла заміж за графа Нобутомі Окі) [10]

## Нагороди
- Орден Священного Скарбу 6-го ступеня, Срібні промені (1893) [11]
- Орден Священного скарбу 4-го ступеня, Золоті промені з розетою (1902) [12]
- Орден Священного скарбу ІІІ ступеня, золоті промені з шийною стрічкою (1904) [13]